# Anil Aydin
Anil Aydin (* 10. Januar 2000 in Aachen) ist ein deutscher Fußballspieler.

## Karriere
Aydin spielte in der Jugend für den VfL Leverkusen, Bayer 04 Leverkusen sowie Viktoria Köln. Aus der Jugend der Kölner Viktoria wechselte er 2016 in die U17 des 1. FC Köln. Für Jugendmannschaften des Effzeh lief Aydin in der U17- und U19-Bundesliga West auf, ehe er 2019 zum 1. FC Kaiserslautern wechselte, wo er einen Dreijahresvertrag unterschrieb und zunächst für die zweite Mannschaft vorgesehen war.
Sein Profidebüt für die Drittligamannschaft der Pfälzer gab Aydin am 18. Spieltag der Saison 2020/21, als er beim Spiel gegen seinen früheren Jugendverein Viktoria Köln in der Startelf stand.
Nach einer halbjährigen Vereinslosigkeit schloss er sich im Winter 2022 dem SSVg Velbert in der Oberliga Niederrhein an. Diesen verließ er nach der Saison 2021/22 wieder. Nach einem Jahr ohne Klub wechselte er zur Saison 2023/24 zur Reserve des SC Fortuna Köln. Für Fortuna II spielte er insgesamt 22 Mal in der Mittelrheinliga. Zur Saison 2024/25 schloss Aydin sich dem österreichischen Regionalligisten DSV Leoben an.

## Sonstiges
Anil Aydin ist der Bruder von Okan Aydın.